# Club Deportivo Liberal
El Club Deportivo Liberal o comúnmente conocido como Liberal con es un club de fútbol profesional salvadoreño con sede en Quelepa, San Miguel, El Salvador.

## Palmarés

### Tercera División de El Salvador
- Campeón (1): Apertura 2017

## Entrenadores
- Máximo Santana Orellana
- Juan Antonio Merlos
- Manuel de la Paz Palacios
- Marvin Bernal Silva (1984)
- Esteban Melara (1990)
- David Omar Sevilla (2000)
- Salomón Quintanilla (−2002)
- Hermes Rodríguez (2002–)
- Salvador Coreas Privado (2003–2004)
- Humberto Antonio Barahona
- Eraldo Correia (2006)
- David Omar Sevilla (2007)
- Esteban Melara (2008–2009)
- Miguel Ángel Aguilar Obando (2008–2009)
- Marvin Benítez "la Perica" (2010–2011)
- Nelson Ancheta (agosto de 2013 – noviembre de 2013)
- Víctor Coreas (noviembre de 2013 – 2014)
- Abel Blanco (agosto de 2014 – diciembre de 2014)
- Salvador Coreas Privado (enero de 2015–)
- Edwin Garay (Ene 2016–)
- José Héctor Bernal Silva (2017)
- David Omar Sevilla (May 2018 – Nov 2018)
- Ervin Loza (Nov 2018 – Dic 2018)
- Salomón Quintanilla (Dic 2018– Feb 2019)
- Abel Blanco (Feb 2019 – Oct 2019)
- Nelson Ancheta (Oct 2019-Dic 2019)
- Denis Moreno (Ene 2020-)

- Datos: Q2979876